# Velika nagrada Barija 1947
Velika nagrada Barija je bila štirinajsta dirka za Veliko nagrado v sezoni Velikih nagrad 1947. Odvijala se je 13. julija 1947 na dirkališču Lungomare v Bariju. 

## Rezultati

### Dirka
| Poz | Št | Dirkač             | Moštvo         | Dirkalnik          | Krogi | Čas/Odstop    |
| --- | -- | ------------------ | -------------- | ------------------ | ----- | ------------- |
| 1   | 12 | Achille Varzi      | Alfa Romeo SpA | Alfa Romeo 158     | 50    | 2:32:27.2     |
| 2   | 13 | Consalvo Sanesi    | Alfa Romeo SpA | Alfa Romeo 158     | 50    | + 2.8 s       |
| 3   | 19 | Renato Balestrero  | Privatnik      | Alfa Romeo 8C      | 43    | +7 krogov     |
| 4   | 15 | Nino Grieco        | Privatnik      | Maserati 4CL       | 41    | +9 krogov     |
| 5   | 22 | Raymond de Saugé   | Privatnik      | Cisitalia D46      | 40    | +1 krogov     |
| 6   | 14 | Maurizio Cassano   | Privatnik      | Maserati 4CL       | 28    | +22 krogov    |
| 7   | 21 | Liborio Fasano     | Privatnik      | Alfa Romeo 8C-2300 | 8     | +42 krogov    |
| Ods | 17 | Juan Jover         | Privatnik      | Maserati 4CL       | 19    | Motor         |
| Ods | 20 | Chico Landi        | Privatnik      | Maserati 4CL       | 17    | Svečke        |
| Ods | 18 | Luigi Marchetti    | Privatnik      | Maserati 4CL       | 7     | Zavore        |
| DSQ | 16 | Gaetano dell´Acqua | Privatnik      | Maserati 4CM       | 21    | Zunanja pomoč |